# Консейсан-ду-Койте
Консейсан-ду-Койте (порт. Conceição do Coité) — муниципалитет в Бразилии, входит в штат Баия. Составная часть мезорегиона Северо-восток штата Баия. Входит в экономико-статистический микрорегион Серринья. Население составляет 60 467 человек на 2007 год. Занимает площадь 1086,224 км². Плотность населения — 55,6 чел./км².
Праздник города — 7 июля.

## Статистика
- Валовой внутренний продукт на 2003 год составляет 159 041 074,00 реалов (данные: Бразильский институт географии и статистики).
- Валовой внутренний продукт на душу населения на 2003 год составляет 2747,49 реалов (данные: Бразильский институт географии и статистики).
- Индекс развития человеческого потенциала на 2000 год составляет 0,611 (данные: Программа развития ООН).

## География
Климат местности: тропическая полупустыня.

## Известные уроженцы
- Уоллас Рейс да Силва — футболист «Коринтианса»